# Sally Greengross
Sally Greengross, baronne Greengross, (née le 29 juin 1935 et morte le 23 juin 2022) est une femme politique britannique.
Elle reçoit l'ordre de l'Empire britannique dans les honneurs du Nouvel An de 1993, et est élevée à la pairie en tant que baronne Greengross, de Notting Hill dans le Borough royal de Kensington et Chelsea en 2000, siégeant comme crossbencher.

## Biographie

### Jeunesse
Sally Greengross est née Sally Ralea Rosengarten le 29 juin 1935. Elle fait ses études à Brighton and Hove High School, une école indépendante pour filles à Brighton et Hove. Elle étudie ensuite à la London School of Economics and Political Science.

### Carrière
Sally Greengross est directrice générale d'Age Concern England de 1987 à 2000. Jusqu'en 2000, elle est coprésidente de l'Institut de gérontologie Age Concern du King's College de Londres et secrétaire générale d'Eurolink Age.
Elle est présidente des groupes consultatifs pour l'étude longitudinale anglaise sur le vieillissement (ELSA) et la nouvelle dynamique du vieillissement (NDA) ; et directrice générale de l'International Longevity Centre - Royaume-Uni, présidente du Pensions Policy Institute et vice-présidente honoraire de la Royal Society for the Promotion of Health (en).
Elle est membre indépendante de la Chambre des lords depuis 2000 et copréside cinq groupes parlementaires multipartites : démence, responsabilité sociale des entreprises, soins pour l'incontinence urinaire et intestinale, soins sociaux et vieillissement et personnes âgées. En décembre 2006, elle est nommée membre de la Commission pour l'égalité des droits de l'homme (en).

### Vie privée
En 1959, Sally Rosengarten épouse Alan Greengross (en) ; ils ont trois filles et un fils. Alan Greengross est décédé en août 2018.
Elle est associée honoraire de la National Secular Society.

## Distinctions
- Docteur honoris causa en lettres (DLitt) de l'université d'Ulster, 1994 ;
- Docteur honoris causa (DUniv) de l'université Kingston, 1996 ;
- Docteur honoris causa (LLD) de l'université d'Exeter, 2000[2] ;
- Docteur honoris causa de l'Open University, 2002 ;
- Docteur honoris causa de l'université Brunel, 2002 ;
- Docteur honoris causa de la Leeds Metropolitan University (en), 2002 ;
- Docteur honoris causa de l'université de Keele, 2004.

## Décoration
- Officier de l'ordre de l'Empire britannique, 1993